# Пејџ (Небраска)
Пејџ (енгл. Page) град је у америчкој савезној држави Небраска.

## Демографија
По попису из 2010. године број становника је 166, што је 9 (5,7%) становника више него 2000. године.
| Група             | 2000.        | 2010.       |
| Белци             | 157 (100,0%) | 163 (98,2%) |
| Афроамериканци    | 0 (0,0%)     | 0 (0,0%)    |
| Азијати           | 0 (0,0%)     | 1 (0,6%)    |
| Хиспаноамериканци | 0 (0,0%)     | 0 (0,0%)    |
| Укупно            | 157          | 166         |